# Equilibrium (sastav)
Equilibrium je njemački folk metal sastav iz Starnberga, koji u svojoj glazbi koristi i elemente simfonijskog i black metala, te tradicionalne njemačke melodije.

## Povijest sastava
Osnovan je 2001. godine, te su 2005. pod izdavačkom kućom Black Attakk objavili svoj prvi studijski album Turis Fratyr. Nakon toga potpisuju za Nuclear Blast te 2008. objavljuju novi album Sagas. U veljači 2010. otkazali su nastup na Winterfire festivalu u Njemačkoj, nakon čega su pjevač Helge Stang i bubnjar Manuel Di Camillo napustili sastav, a zamjenjuju ih Robert "Robse" Dahn iz pagan metal sastava Vrankenvorde i Tuval "Hati" Refaeli iz death metal-sastava Viscera Trail. U toj su postavi iste godine objavili svoj treći, i zasada posljednji album Rekreatur. Sve svoje pjesme izvode na njemačkom jeziku, te su im najčešća tema njemački mitovi i legende.

## Članovi sastava
Trenutačna postava
- Sandra Völkl - bas-gitara (2001.-)
- Andreas Völkl - gitara(2001.-)
- René Berthiaume - gitara, klavijature (2001.-)
- Tuval "Hati" Refaeli - bubnjevi (2010.-)
- Robert "Robse" Dahn - vokal (2010.-)

Bivši članovi
- Henning Stein - bubnjevi (2001. – 2003.)
- Michael Heidenreich - klavijature (2001. – 2002.)
- Helge Stang - vokal (2001. – 2010.)
- Conny Kaiser - klavijature (2002. – 2003.)
- Julius Koblitzek - bubnjevi (2003. – 2004.)
- Markus Perschke - bubnjevi (2005. – 2006.)
- Basti Kriegl - bubnjevi (2005.)
- Armin Dörfler - klavijature (2005. – 2006.)
- Manu Di Camillo - bubnjevi (2006. – 2010.)

Članovi uživo
- Gaby Koss - vokal (2005., 2010.)
- Muki - harmonika (2008.)
- Ulrich Herkenhoff - panova frula (2008.)
- Agnes Malich - violina (2008.)
- Jules - harmonika (2010.)
- Galo - flauta (2010.)

## Diskografija
Studijski albumi
- Turis Fratyr (2005.)
- Sagas (2008.)
- Rekreatur (2010.)
- Erdentempel (2014.)
- Armageddon (2016.)
- Renegades (2019.)

## Vanjske poveznice
- Službena stranica